# سد اسمارت
سد اسمارت (به لاتین: Smartt Dam) یک سد در آفریقای جنوبی است که در کیپ شمالی واقع شده‌است.